# Mare Vint
Mare Vint (născută ca Mare Mänd; n. 15 septembrie 1942, Tallinn, Reichskomisariatul Ostland – d. 10 mai 2020) a fost un artist grafic din Estonia. În lucrarea ei, Vint a descris în mare parte un „peisaj ideal”, încercând să surprindă armonia naturii și a creației de către mâinile omului.

## Viață
Vint s-a născut în Tallinn, unde a absolvit școala secundară a 9-a în 1961. Din 1962 până în 1967, a studiat la Institutul de Artă de Stat al RSS Estonă; a absolvit ca artist de sticlă. Din 1967 până în 1969, a lucrat ca profesor de artă la un liceu în Tallinn, apoi ca artist independent. Ea a fost membră a Uniunii Artiștilor Estoni din 1973.
Ea a lucrat în desen cu cerneală și creion și în special în litografie din 1972. În opera Marei Vint din a doua jumătate a anilor 1960 și începutul anilor 1970, a apărut un stil, caracterizat prin contrastul alb-negru al desenelor, în care culoarea este mai condiționată și mai degrabă marcatoare decât esența. A descris adesea grădini, parcuri și orașe. Motivele sunt uneori transmise prin linii filigranate, puncte, ritmuri și joc liber la suprafață.
A fost distinsă cu Ordinul Stelei Albe clasa IV, în 2015.
Lucrările lui Mare Vindi mediază momente speciale, existențiale, în care privitorul se confruntă cu lumea și cu el însuși.

## Influențe și inspirație
Mare Vint și-a găsit materialul de inspirație în cărți și în călătorii și a interpretat destul de liber impresiile adunate în lucrările sale.

## Viață personală

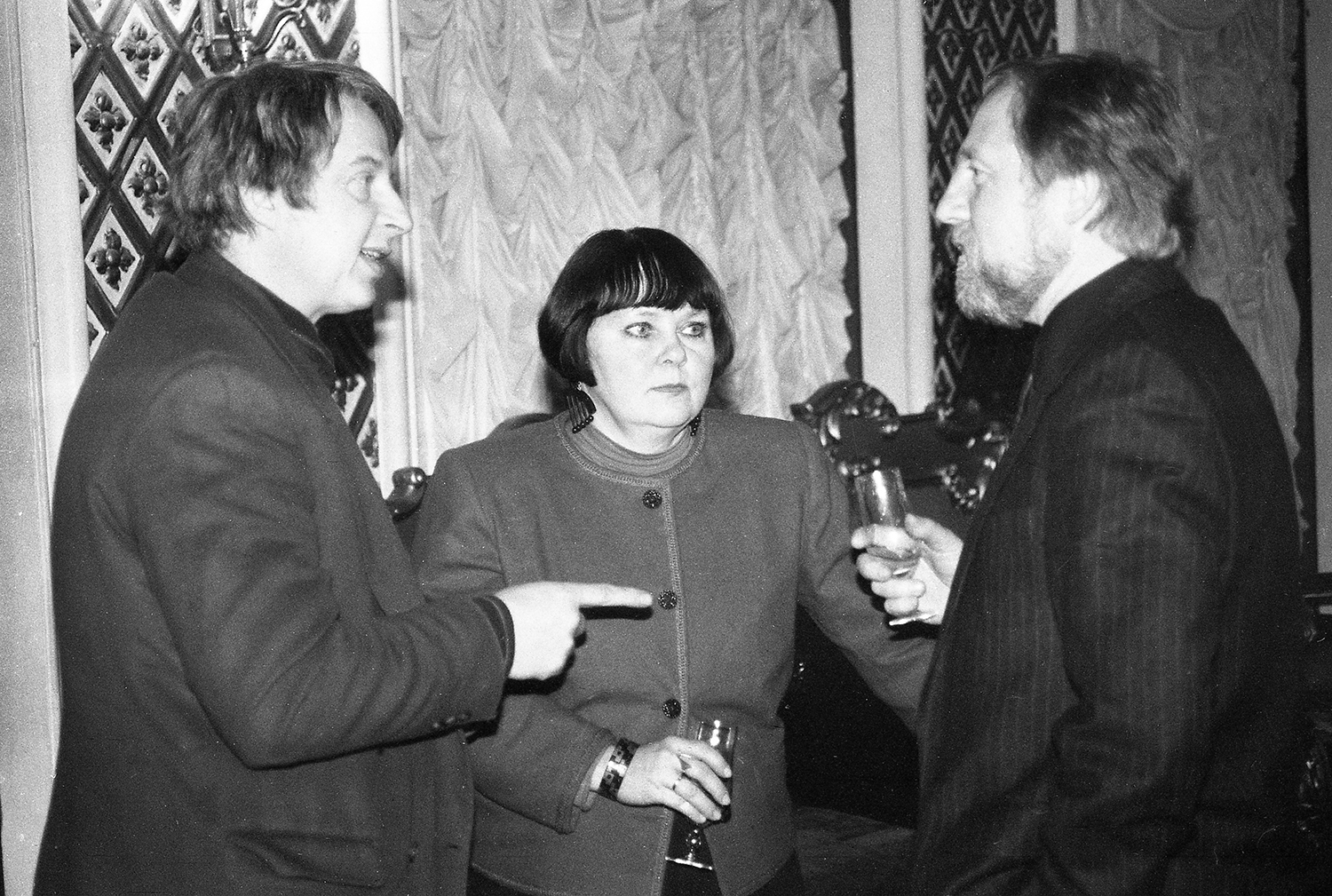
Andres Tolts, Mare Vint și Anatoli Strahhov în 1994

A fost căsătorită cu Tõnis Vind din 1967 până în 1976, iar cu Andres Tolts din 1987 (ambii artiști grafici, de asemenea).